# Saison 1956 de la NFL
Navigation
Édition précédente Édition suivante
La saison 1956 de la NFL est la 37e saison de la National Football League. Elle voit le sacre des Giants de New York.

## Classement général
| Conférence Est         |      |      |      |        |          |            |
| Franchise              | Vic. | Déf. | Nuls | % vic. | Pts pour | Pts contre |
| Giants de New York     | 8    | 3    | 1    | .727   | 264      | 197        |
| Cardinals de Chicago   | 7    | 5    | 0    | .583   | 240      | 182        |
| Redskins de Washington | 6    | 6    | 0    | .500   | 183      | 225        |
| Browns de Cleveland    | 5    | 7    | 0    | .417   | 167      | 177        |
| Steelers de Pittsburgh | 5    | 7    | 0    | .417   | 217      | 250        |
| Eagles de Philadelphie | 3    | 8    | 1    | .273   | 143      | 215        |

| Conférence Ouest       |      |      |      |        |          |            |
| Franchise              | Vic. | Déf. | Nuls | % vic. | Pts pour | Pts contre |
| Bears de Chicago       | 9    | 2    | 1    | .818   | 363      | 246        |
| Lions de Détroit       | 9    | 3    | 0    | .750   | 300      | 188        |
| 49ers de San Francisco | 5    | 6    | 1    | .455   | 233      | 284        |
| Colts de Baltimore     | 5    | 7    | 0    | .417   | 270      | 322        |
| Packers de Green Bay   | 4    | 8    | 0    | .333   | 264      | 342        |
| Rams de Los Angeles    | 4    | 8    | 0    | .333   | 291      | 307        |

## Finale NFL
- 30 décembre 1956, à New York devant 56 836 spectateurs, Giants de New York 47 - Bears de Chicago 7